# Mohamed Mir
Mohamed Mir (nascido em 24 de agosto de 1963) é um ex-ciclista argelino.

## Olimpíadas
Competiu nos Jogos Olímpicos de Verão de 1988 na modalidade do ciclismo de estrada.